# Wydrza Góra (powiat gryficki)
Wydrza Góra – wzniesienie o wysokości 30,1 m n.p.m. na Wybrzeżu Trzebiatowskim, położone w woj. zachodniopomorskim, w powiecie gryfickim, w gminie Trzebiatów. Znajduje się po wschodniej stronie doliny rzeki Regi.

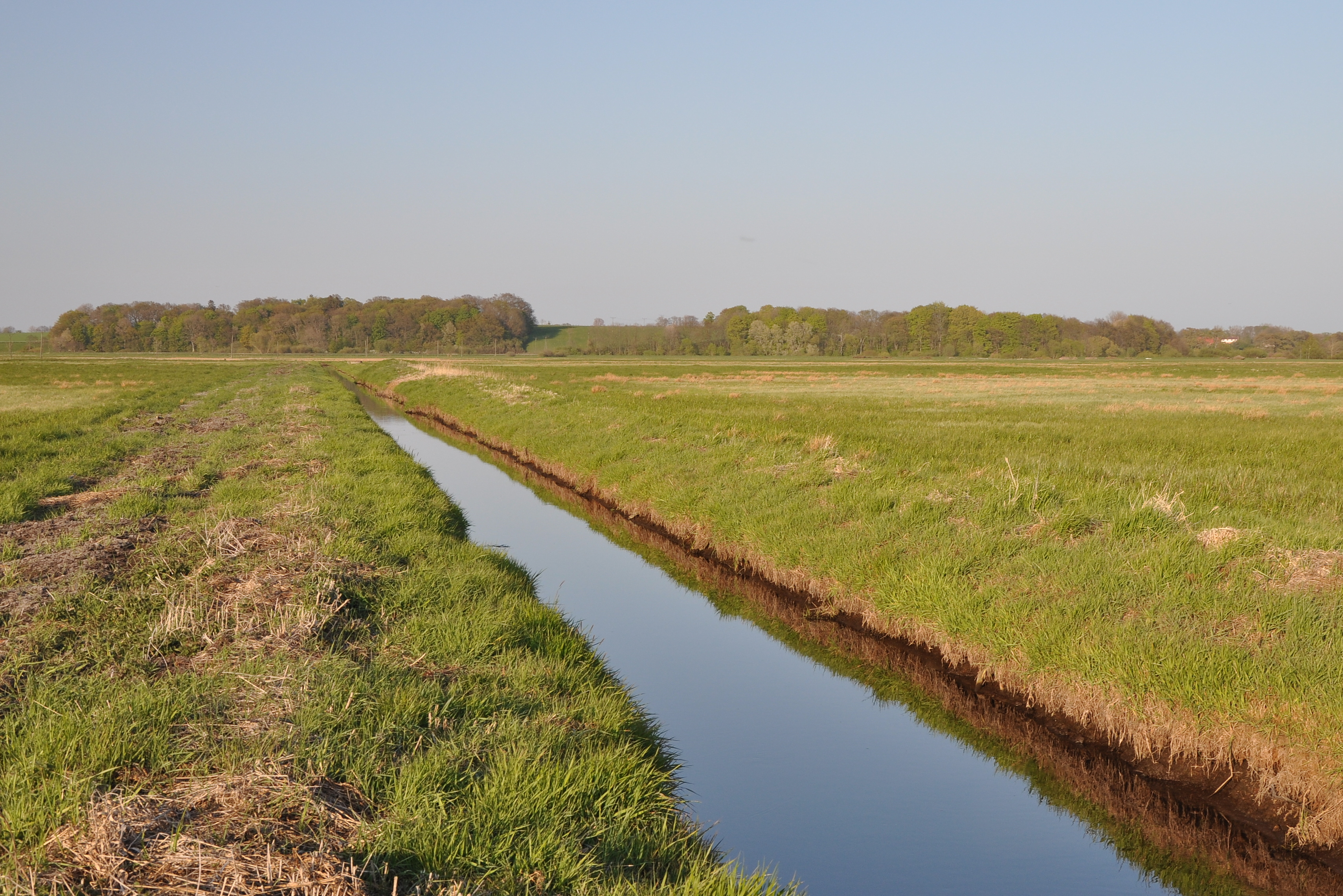
Widok w całości na Wydrzą Górę i płynąca Stara Rega

Ok. 0,5 km na południowy wschód od Wydrzej Góry leży wieś Nowielice. 
Nazwę Wydrza Góra wprowadzono urzędowo rozporządzeniem w 1949 roku, zastępując poprzednią niemiecką nazwę Hell Berg.